# 2193 Джексон
2193 Джексон (2193 Jackson) — астероїд головного поясу, відкритий 18 травня 1926 року.
Тіссеранів параметр щодо Юпітера — 3,185.